# Bayswater North
Bayswater North är en del av en befolkad plats i Australien. Den ligger i kommunen Maroondah och delstaten Victoria, omkring 29 kilometer öster om delstatshuvudstaden Melbourne. Antalet invånare är 8 424.
Runt Bayswater North är det tätbefolkat, med 286 invånare per kvadratkilometer.. Närmaste större samhälle är Rowville, omkring 13 kilometer sydväst om Bayswater North.
I omgivningarna runt Bayswater North växer i huvudsak städsegrön lövskog. Genomsnittlig årsnederbörd är 1 244 millimeter. Den regnigaste månaden är juli, med i genomsnitt 140 mm nederbörd, och den torraste är januari, med 49 mm nederbörd.